# Сент-Эликс
Сент-Эли́кс (фр. Saint-Élix) — коммуна во Франции, находится в регионе Юг — Пиренеи. Департамент — Жер. Входит в состав кантона Ломбес. Округ коммуны — Ош.
Код INSEE коммуны — 32374.

## География

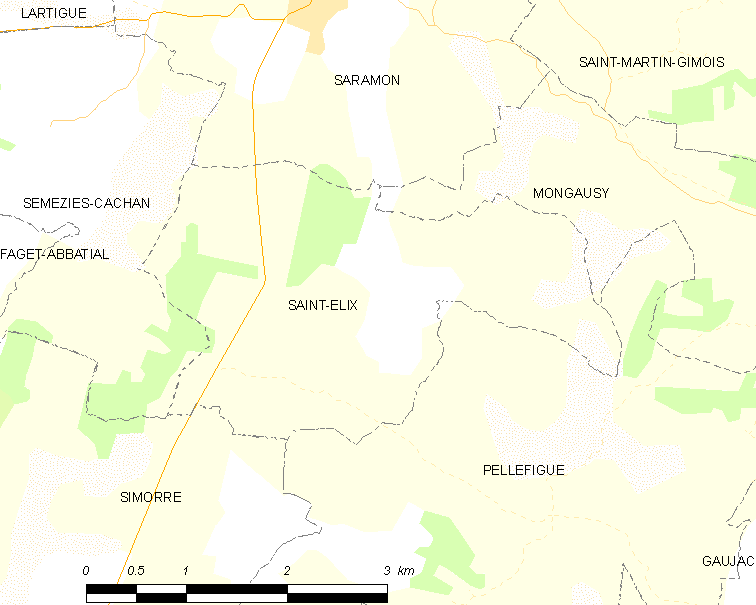
Карта коммуны

Коммуна расположена приблизительно в 610 км к югу от Парижа, в 60 км западнее Тулузы, в 23 км к юго-восточнее от Оша.
По территории коммуны протекает река Жимон.

## Климат
Климат умеренно-океанический. Лето жаркое и немного дождливое, температура часто превышает 35 °С. Зимой часто бывает отрицательная температура и ночные заморозки. Годовое количество осадков — 700—900 мм.

## Население
Население коммуны на 2010 год составляло 193 человека.
| 1962 | 1968 | 1975 | 1982 | 1990 | 1999 | 2010 |
| ---- | ---- | ---- | ---- | ---- | ---- | ---- |
| 153  | 155  | 135  | 122  | 112  | 122  | 193  |

## Администрация
| Период | Период | Фамилия         | Партия | Примечания |
| ------ | ------ | --------------- | ------ | ---------- |
| 2001   | 2020   | Франсис Шаброль |        |            |

## Экономика
В 2010 году среди 109 человек трудоспособного возраста (15-64 лет) 84 были экономически активными, 25 — неактивными (показатель активности — 77,1 %, в 1999 году было 68,1 %). Из 84 активных жителей работали 76 человек (40 мужчин и 36 женщин), безработных было 8 (3 мужчин и 5 женщин). Среди 25 неактивных 8 человек были учениками или студентами, 8 — пенсионерами, 9 были неактивными по другим причинам.